# Baron Arlington

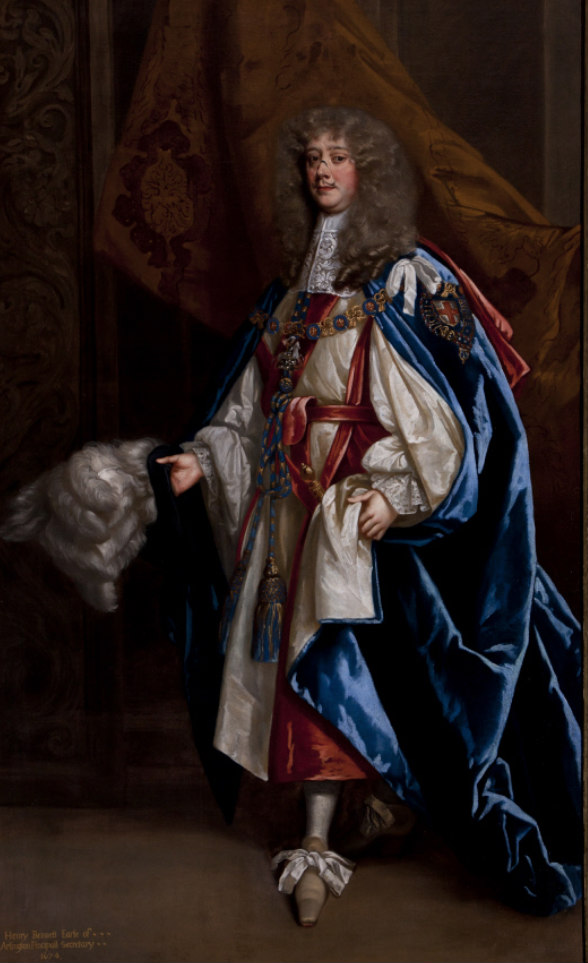
Henry Bennet, 1. Baron Arlington

Baron Arlington, of Arlington in the County of Middlesex, ist ein erblicher britischer Adelstitel in der Peerage of England.

## Verleihung und weitere Titel
Der Titel wurde am 14. März 1665 durch Letters Patent von König Karl II. an seinen Gefolgsmann Sir Henry Bennet verliehen. Am 22. April 1672 wurden ihm zudem, ebenfalls in der Peerage of England, die Titel Earl of Arlington und Viscount Thetford, in the County of Norfolk, sowie nochmals zum Baron Arlington erhoben. Da Henry Bennet keine männlichen Erben hatte, wurden ihm alle genannten Titel mit dem besonderen Zusatz verliehen, dass sie nach gleichem Verfahren wie bei Baronies by writ, in Ermangelung männlicher Nachkommen auch in weiblicher Linie vererbt werden können.
Die Titel fielen entsprechend dem besonderen Vermerk bei seinem Tod 1685 an seine einzige Tochter Isabelle als 2. Countess. Diese war mit Henry FitzRoy, einem unehelichen Sohn König Karls II., verheiratet, der 1675 zum Duke of Grafton erhoben worden war. So vereinte ihr Sohn und Erbe Charles 1723 die elterlichen Titel, wodurch das Earldom Arlington, die Viscountcy Thetford und die Baronien Arlington fortan nachgeordnete Titel des jeweiligen Duke of Grafton waren. Die Titel blieben vereinigt bis 1936 der 9. Duke kinderlos starb. Die Titel fielen daraufhin in Abeyance zwischen seinen Schwestern, mit Ausnahme des Dukedoms Grafton, das einen entfernten männlichen Verwandten fiel.
Im Mai 1999 erreichte dessen Enkelin, Jennifer Forwood, das die Abeyance der Baronie Arlington von 1665 zu ihren Gunsten beendet wurde. Dafür hatten ihre mitberechtigten Verwandten zu ihren Gunsten auf diesen Titel verzichtet. Die Abeyance der Titel von 1672 dauert bis heute an. Berechtigte Co-Erben dieser Titel sind neben Jennifer Forwood deren Neffe Sir Frederick Sebastian Cholmeley, 7. Baronet (* 1968) und deren Cousine Linda Williams (* 1947). 

## Liste der Barone Arlington (1665)
- Henry Bennet, 1. Earl of Arlington, 1. Baron Arlington (1618–1685)
- Isabella FitzRoy, Duchess of Grafton, 2. Countess of Arlington, 2. Baron Arlington (um 1668–1723)
- Charles FitzRoy, 2. Duke of Grafton, 3. Earl of Arlington, 3. Baron Arlington (1683–1757)
- Augustus FitzRoy, 3. Duke of Grafton, 4. Earl of Arlington, 4. Baron Arlington (1735–1811)
- George FitzRoy, 4. Duke of Grafton, 5. Earl of Arlington, 5. Baron Arlington (1760–1844)
- Henry FitzRoy, 5. Duke of Grafton, 6. Earl of Arlington, 6. Baron Arlington (1790–1863)
- William FitzRoy, 6. Duke of Grafton, 7. Earl of Arlington, 7. Baron Arlington (1819–1882)
- Augustus FitzRoy, 7. Duke of Grafton, 8. Earl of Arlington, 8. Baron Arlington (1821–1918)
- Alfred FitzRoy, 8. Duke of Grafton, 9. Earl of Arlington, 9. Baron Arlington (1850–1930)
- John FitzRoy, 9. Duke of Grafton, 10. Earl of Arlington, 10. Baron Arlington (1914–1936) (Titel abeyant 1936)
- Jennifer Forwood, 11. Baroness Arlington (* 1939) (Abeyance der Baronie beendet 1999)

Voraussichtlicher Titelerbe (Heir apparent) ist der Sohn der aktuellen Titelinhaberin Hon. Patrick John Dudley Forwood (* 1967).